# Susana Vaz Tourem
Susana Vaz Tourem (Salto, Uruguay, el 12 de febrero de 1944) es una maestra y escritora salteña.

## Biografía
Susana nace en Salto. Cursa Magisterio en el Instituto de Formación Docente de Salto. Escribe cuentos y poesía. 
Intervino en Ciclos de Difusión Cultural en Seminarios Nacionales de 2001, 2002 y 2004.
Participó en la muestra de poesía y narrativa ilustrada realizada en el Ateneo de Montevideo en agosto de 2004, organizado por AEDI. 

## Obra

### Narrativa-Poesía
- Añoranzas (Narrativa-Poesía).

- Oculto amor y otros cuentos (Montevideo, 2005) (Narrativa-Poesía) Incluye: Oculto amor, Un fantasma llamado Fernando, Aquellas rosas amarillas, El infortunado picaflor, Temor en la noche, El amor, Agradece, Aquella estrella lejana. [2][3][4]
- Clarita y Julián (Este libro fue autorizado por el Consejo de Educación Inicial y Primaria para  que se  incluyera como libro de apoyo docente y de uso en las aulas para actividades establecidas en los programas escolares)[4] (Cuento infantil).
- La rosa roja: narrativa y poesías seleccionadas (2008) (Narrativa-Poesía). Incluye: La rosa roja, Amor adolescente, Insomnio, El agua, La desdichada partida, Destellos de plata, Primavera, Súplica, El escritor, El disparo fatal, Ayer, Sombras sobre la humanidad, La anécdota de Paula, Tatin, el majestuoso, Cerca del lago, Aquella tarde, La sorpresa, Plantemos el manzano, Dos alas, Ansiedad, Otoño, Josefina y el jardín encantado, La calesita del barrio, Pedrito y Paquita, Invierno, Andrés y el cazador, Jacinto, Nino y los animales de la selva, Un milagro para Roxana, Las indefensas perdices, El viejo rosal, Al otro lado del bosque. [5]

- La aventura de Andrés (Cuento infantil).

- Un payado llamado Paco (Cuento infantil).
- La princesa y el leñador (Relato infantil).

- Tesoros de la infancia (Montevideo, 2006). (Cuento infantil). Incluye: Tesoros de la infancia, Un muñeco inolvidable. [6]
- Un sendero de luz
- El secreto del mar (2011)
- Relatos y leyendas (2012). Incluye Deseos cumplidos, Juan y los traviesos visitantes, El genio de la granja "El Amanecer" y La princesa y el leñador.[7]
- La valentía de Frank (2013). Incluye La valentía de Frank, Una hermosa tarea, La buena acción de Agustín, Melancolía, Margarita y el Príncipe Armando, La higuera, El incomparable sillón, La cajita musical, El árbol,  El largo viaje de Carlín, Clarita y el manzano, Jacinto, niño y los animales de la selva, Las travesuras de Julián, Aquella tarde, Reina ,Ansiedad, Otoño, Invierno, La sorpresa.[8]
- La buena acción de Micaela (2013)
- Las vacaciones de Marcela (2014)
- Una misión cumplida (2015)
- El trompo azul (2015)
- La insólita ilustración y otros cuentos (2015). En narrativa incluye: El secreto revelado, Un deseo amoroso, La insólita ilustración, Nada es imposible, El disparo fatal, Una sabia recomendación, Lo que no pudo ser, Deseos cumplidos, Honda decepción y en poesía: La desdichada partida, Volver a empezar, El amanecer, El poder del amor, El escritor, Una mano amiga.[9]